# John Ingvar Ek
John Ingvar Ek, född 22 oktober 1925 i Lund, död 17 augusti 2020 i Helsingborg, var en svensk barn- och ungdomspsykiater.
Ek, som var son till konsulent John Ek och Inez Rosenberg, avlade studentexamen i Lund 1944, blev medicine kandidat vid Lunds universitet 1947 och medicine licentiat där 1952. Han var vikarierande läkare på Lillhagens sjukhus i Göteborg, på medicinska avdelningarna i Växjö och Hässleholm samt psykiatriska klinikerna i Malmö och Lund 1952–1956, amanuens vid pediatriska kliniken i Lund 1956–1959, underläkare på barnpsykiatriska kliniken i Malmö 1960–1961, överläkare vid barn- och ungdomspsykiatriska kliniken i Vänersborg 1961–1970 och överläkare vid barn- och ungdomspsykiatriska kliniken i Helsingborg från 1970. Han författade skrifter i invärtes medicin, psykiatri och pediatrik.